# キミーブラウニー
キミーブラウニー（1975年11月28日 - ）は、日本のシンガーソングライター、ミュージシャン、お笑い芸人、タレント。本名（非公表）、小林（旧姓） 久美子（こばやし くみこ）。愛称、キミー、マキバオー、珍獣ソングライター、天才メロディーメーカー。
福岡県北九州市門司区門司港出身。クリエ所属。身長155cm、体重48kg。血液型はA型。テレビ東京系列『音楽ば〜か』1期生。芸名の由来はドラマ『フルハウス』のキミーとお菓子の「ブラウニー」から。
趣味は一人旅・空想。特技は華道（池坊流）。口癖は「だってあたしキミーブラウニー」。トマトが苦手。

## 来歴
- 幼少期に父に見せてもらった『エド・サリヴァン・ショー』に感動して音楽活動をはじめる。
- 福岡県立門司北高等学校卒業。
- 2000年8月8日 - シングル「胸の奥の友達」インディーズデビュー。
- 2008年4月5日 - 2008年9月末まで - テレビ東京『音楽ば〜か』シーズン1 にて1期生メンバーとして出演。
- 2008年8月28日 - Zepp Tokyoにて行われた「音楽ば〜かZeppライブ」に、キミイシスターズ、キッズダンサーズ、キミイオーケストラで出演し卒業。※後にシーズン3のメンバー応募の面接に参加。
- 2009年6月17日 - TBS『あらびき団』にて、「カタヤキのりのり」発表。ライト東野の公認ソングとなる。
- 2010年2月 - 「道楽園へ行こう」が南房総道楽園のテーマソングとなる。
- 2010年5月 - お笑いランチ部研究生となる
- 2010年8月5日 - フジテレビ『とんねるずのみなさんのおかげでした』の企画「安すぎて伝わらない素人芸」にて、「やっぱ天才、とんねるず」発表。
- 2010年8月26日 - 『とんねるずのみなさんのおかげでした』にて、「やっぱ天才、とんねるず」がオープニングに使用される。翌週の9月2日放送分では、前回よりも10秒ほど長く使われた。
- 2010年12月23日 - フジテレビ『とんねるずのみなさんのおかげでした』の企画「クリスマス超特大SP」内で爆笑問題田中さんの家でのクリスマスパーティーに伝説の歌姫としてゲスト出演。「爆笑問題さんにささげる歌」と言いながら「やっぱ天才、とんねるず」を歌う。（歌詞に）爆笑問題の「ば」の字も無いと田中さんに突っ込まれた。
- 2011年2月7日 - TBS『ツボ娘』（関東のみ）「大ブレイク5秒前!?お笑い万馬券グランプリ2011」コーナーに出演。以前はゲスト紹介の歌を歌っていたが今回が初めての顔出しとなる。番組が発掘した大穴としての出演だったが、ゲストの山本早織（グラビアアイドル）が、まさかのキミーファンだったことが発覚。
- 2011年2月28日 - お笑いランチ部　大神クヒオ（オフィス北野）部長よりお笑いランチ部マスコットガールに任命される。
- 2011年4月21日 - キネマ旬報社出版の　「コメディー旬報Vol.1」にとんねるずへの感謝のコメントが掲載される。
- 2011年5月21日 - 「江古田マーキー」、infixライブ〜雄三さんに捧ぐ〜「晃さまの誕生日を宇宙規模でお祝いする会」にてゲスト出演。「ロックンロールヒーロー〜infixのうた」を発表。
- 2011年6月16日 - フジテレビ『とんねるずのみなさんのおかげでした』の「安すぎて伝わらない素人芸」出演。新曲、「やっぱ神様、とんねるず」発表。
- 2011年11月21日 - DMMライブトーク 『ヒロシのわくわく放送局』にゲスト出演　ヒロシさんに捧げるうた「1ひきヒロシ」を発表。
- 2012年1月～ - フジテレビ無料動画サイト見参楽（ミサンガ） 『週刊NIPPONちびっこランド』にて　「お手伝いをするもんね」が採用される。

　　番組内アニメ「神楽坂姉妹」で声優に初挑戦。
- 2012年1月27日 -　CS テレ朝チャンネル 『笑う新選組』に出演。　「笑う新撰組のうた」（番組テーマソング）を勝手に作って披露。
- 2012年7月2日 -　一般人男性と入籍

- 2012年8月24日 -　CS テレ朝チャンネル 『笑う新選組』に出演。　矢口真里さんに捧げる歌「100点まりまり」と、石倉三郎さんに捧げる歌「さぶちゃん数え歌」を発表。
- 2012年12月20日 -　長男誕生
- 2013年6月2日 -　さいたま新都心「アルピーノ」で挙式
- 2014年5月29日 -　次男誕生

## 楽曲
- 「キミーブラウニー」（自身のテーマソング）
- 「胸の奥の友達」（インディーズデビューシングル）
- 「レトロな街並」（胸の奥の友達 C/W）
- 「ずっとそばに」
- 「ココロノカタスミ」
- 「フレディーマーキュリー」（Queen Freddie Mercuryに捧げる歌）
- 「かずくん外して」（さまぁ〜ず 大竹一樹さんに捧げる歌）
- 「好きになって」
- 「歌う理由」（K-1. K-7 - K-9まで音楽ば〜かZeppライブで発表）
- 「カタヤキのりのり」（東野幸治さんに捧げる歌）
- 「FTタカシ」（藤井隆さんに捧げる歌）
- 「神さま、神さま」（エンタの神さまオーディションで落選した歌）
- 「あーらびきびき」（あらびき団オーディションで落選した歌）
- 「ちゃみねぇ」（久本雅美さんに捧げる歌）
- ほんぐこんぐ（蔵野孝洋さんにさんに捧げる歌）
- ミヤネヤさん（宮根誠司さんに捧げる歌）
- 「道楽園へ行こう」（南房総道楽園テーマソング）
- 「うららとくぼぼ」（オアシズさんに捧げる歌）
- 「やっぱ天才、とんねるず」（とんねるずのみなさんのおかげでした オープニング曲）
- 「GO GO お笑いランチ部」（お笑いランチ部の歌）
- 「とにかくあきーら」（福澤朗さんに捧げる歌）
- 「優しすぎる女王様」（にしおかすみこさんに捧げる歌）
- 「ゆかいな東京」
- 「リズムン体操」
- 「ダウンタウンは出し惜しみ」（ダウンタウンさんに捧げる歌）

## TBS ツボ娘 番組内でのゲスト紹介のうた
- 日向千歩ちゃんのうた（第1回）
- 小川晃代先生のうた（第2回）
- 河村和奈ちゃんのうた（第3回）
- 江渡万里彩ちゃんのうた（第4回）
- モーニング娘。のうた（第5、第8回）
- 藤岡静香ちゃんのうた（第6回）
- 芹那ちゃん（SDN48)のうた（第7回）
- 新実奈々子ちゃんのうた（第9回）
- 松本さゆきちゃんのうた（第11回）
- おかもとまりちゃんのうた（第12回）
- KONANちゃん（SDN48）のうた（第13回）
- SKE48のうた（第14回）
- スマイレージのうた（第16回）
- 黒宮ニイナちゃんのうた（第21回）
- Ve.ナースのうた（第22回）
- 菅山かおる姫のうた（第23回）
- 光上せあらちゃんのうた（第24回）
- 落合真理ちゃんのうた（第25回）
- 伊藤えみちゃんのうた（第26回）
- 多良アンナちゃんのうた（第27回）

## 出演

### TV
- 音楽ば〜か（テレビ東京系列）※1期生 （2008年）
- あらびき団（TBS系列）
- ツボ娘（TBS） - 毎回ゲストの女性タレントに関する歌を披露している
- とんねるずのみなさんのおかげでした（フジテレビ系列）

### インターネット
- 週刊！NIPPONちびっこランド　（2012年1月9日～　フジテレビ無料動画サイト　見参楽（みさんが！）　歌提供

## リリース作品

### CD
- 1stシングル「胸の奥の友達」（2000年8月8日発売）
- 1stマキシシングル「キミーブラウニー」（2008年9月19日発売）

収録曲
1. キミーブラウニー
2. フレディーマーキュリー
3. ずっとそばに
4. キミーブラウニー（カラオケ）